# Africaleurodes vrijdaghii
Africaleurodes vrijdaghii is een halfvleugelig insect uit de familie witte vliegen (Aleyrodidae), onderfamilie Aleyrodinae.
De wetenschappelijke naam van deze soort is voor het eerst geldig gepubliceerd door Ghesquière in Mayné & Ghesquière in 1934.